# Dronningestien (Frederikshavn)
Dronningestien er en natursti i Frederikshavns sydlige udkant. Stien er ca. 2 kilometer lang og ligger i ca. 60 meters højde. Stien starter på Pikkerbakken og fortsætter mod syd langs kanten af Bangsbo Fort-området.
Stien fører forbi tre 15-centimeterkanoner, som oprindeligt stammer fra artilleriskibet Niels Juel. Disse kanoner er placeret i bunkere fra 2. Verdenskrig, som er en del af museet ved Bangsbo Fort, der er en underafdeling af Nordjyllands Kystmuseum.
Stien fik sit navn efter Dronning Margrethe og Prins Henriks besøg i området den 13. juli 2003.